# Ceropegia convolvuloides
Ceropegia convolvuloides  (лат.) — вид двудольных растений рода Церопегия (Ceropegia) семейства Кутровые (Apocynaceae). Впервые описан французским исследователем Ашилем Ришаром в 1850 году.

## Распространение
Известен из Эфиопии и Эритреи. Типовой экземпляр собран в долине Гомаро (Эфиопия).

## Ботаническое описание
Стебель опушённый.
Листья опушённые, сердцевидно-яйцевидной или яйцевидно-ланцетной формы, заострённые.
Соцветие зонтиковидное, несёт 12—20 опушённых цветков с черновато-фиолетовым и зеленовато-чёрным венчиком.

## Синонимы
Синонимичные названия:
- Ceropegia ellenbeckii K.Schum. nom. illeg.
- Ceropegia ringens A.Rich.
- Ceropegia sinuata Decne. ex A.Rich. nom. illeg.